# Smurfs (film)
Smurfs (Nederlands: De Smurfen: de film) is een Amerikaans-Belgische film uit 2025 van regisseur Chris Miller. De film maakt gebruik van animatie gecombineerd met liveaction. De film draait rond de Smurfen van de Belgische striptekenaar Peyo.

## Verhaal
Grote Smurf wordt op mysterieuze wijze door de kwaadaardige tovenaar Gargamel en zijn broer Razamel meegenomen. Smurfin leidt de rest van de Smurfen op een belangrijke missie naar de echte wereld om daar Grote Smurf te bevrijden.

## Rolverdeling
| Personage              | Engelse stem      | Nederlandse stem | Vlaamse stem      |
| ---------------------- | ----------------- | ---------------- | ----------------- |
| Smurfin                | Rihanna           | Roxy Dekker      | Imea Denooze      |
| Grote Smurf            | John Goodman      | Bartho Braat     | Rikkert Van Dijck |
| Potige Smurf           | Nick Kroll        | Arie Boomsma     | Vincent Broes     |
| Brilsmurf              | Xolo Maridueña    |                  | Louis Thyssen     |
| Hippe Smurf            | Maya Erskine      | Luuk van Leeuwen | Bert De Kock      |
| Zorgensmurf            | Billie Lourd      | Thorn de Vries   | Xander Peeters    |
| Parmantje Grimoire     | Hannah Waddingham | Julia Tan        |                   |
| Naamloze Smurf         | James Corden      | Joey Schalker    | Aaron Blommaert   |
| Gargamel               | JP Karliak        | Jeroen Woe       | Govert Deploige   |
| Razamel                | JP Karliak        |                  | Jenne Decleir     |
| Mama Poot (Mama Pluis) | Natasha Lyonne    |                  | Rani De Coninck   |
| Moxie                  | Sandra Oh         |                  | Lize Feryn        |
| Jules                  | Dan Levy          |                  | Aster Nzeyimana   |
| Ken                    | Nick Offerman     |                  | Manou Kersting    |
| Jaunty                 | Amy Sedaris       |                  |                   |
| Tardigrade             | Jimmy Kimmel      |                  |                   |
| Asmodius               | Octavia Spencer   |                  |                   |
| Chernabog              | Nick Kroll        |                  |                   |
| Ron                    | Kurt Russell      |                  |                   |
| Moppersmurf            | Chris Miller      |                  |                   |
| Camouflagesmurf        | Chris Miller      |                  |                   |
| Azraël                 | Rachel Butera     |                  |                   |
| Lijstmakersmurf        | Rachel Butera     |                  |                   |
| Butler                 | Conrad Vernon     |                  |                   |
| Schildpad              | Marshmello        |                  |                   |
| Klungelsmurf           | Hugo Miller       |                  |                   |
| Bakkersmurf            | Jonny Manganello  |                  |                   |

## Productie
De Amerikaanse zangeres Rihanna spreekt in de Engelstalige versie niet alleen de stem van Smurfin in maar zingt ook de soundtrack van de film en is coproducent.

## Release en ontvangst
Smurfs ging op zaterdag 28 juni, op Wereld Smurfendag, in wereldpremière in Brussel, in aanwezigheid van onder meer de regisseur Chris Miller, enkele Engelstalige stemacteurs Rihanna, James Corden en Dan Levy, en een deel van de Vlaamse stemmencast. Ter ere van deze première stond de Belgische hoofdstad enkele dagen in het teken van de Smurfen. Zo werd tijdens een folkloristische ceremonie Manneken Pis verkleed als Smurf Zonder Naam, een personage uit de film. De Kunstberg werd versierd met grote paddenstoelen en de Grote Markt werd de donderdagavond voordien in blauw licht gehuld. De typische rode loper op de première had dan weer een blauwe kleur.
Smurfs werd op 16 juli 2025 in de Belgische bioscopen uitgebracht, gevolgd op 18 juli in de Amerikaanse bioscopen. De film werd door recensenten in het algemeen negatief ontvangen. Op Rotten Tomatoes heeft de film een score van 20% op basis van 94 beoordelingen. Metacritic komt op een score van 31/100, gebaseerd op 27 beoordelingen.